# 1361
1361 (MCCCLXI) fue un año común comenzado en viernes del calendario juliano, en vigor en aquella fecha.

## Acontecimientos
- 27 de julio – Batalla de Visby: El rey Valdemar IV de Dinamarca conquista la ciudad de Visby al derrotar a su ejército campesino. Esto permite que Lübeck se convierta en la nueva ciudad líder de la Liga Hanseática.
- 3 de agosto - en Japón se registra un fuerte terremoto de 8,5 que provoca un tsunami.
- 10 de octubre - Eduardo, el Príncipe Negro, se casa con Juana de Kent en el castillo de Windsor.
- 21 de diciembre - Batalla de Linuesa, en la que las tropas del reino de Castilla y León derrotan a las del reino nazarí de Granada.

## Nacimientos
- 22 de julio- Carlos III de Navarra, "el Noble".

## Fallecimientos
- 6 de enero: Jean Birelle, general de la Orden de los Cartujos.
- Philippe de Vitry, músico.
- Blanca de Borbón, hija de Pedro I de Borbón